# 河溝頭幫
河溝頭幫，現今多指為是著名的台灣漢族黑幫團體，典型的本省角頭團體，發跡於台北市萬華區舊中央市場至康定路一帶，成員人數不明，包含準成員可能達上百人。河溝頭角頭並無組織型態，混跡於該地或延伸的成員多自稱混跡河溝頭而得名，是萬華區眾多的角頭勢力之一。河溝頭為當地聚落地名，因轄區內有一座地方公廟，主要祭祀助順將軍的「台北晉德宮」，成員多以該宮廟為據點，因此也被俗稱為「將軍廟口」。
河溝頭幫因當地聚落舊地名而得名，早年在台北市萬華區有一定強勢的角頭地位，歷經多年社會變遷與都市商圈重建，河溝頭幫勢力所據之地盤已不屬於必爭之地而逐漸式微。時至今日河溝頭幫依舊橫行於萬華及西門町一帶，並從事酒店圍事、暴力恐嚇及介入工程圍標並強索商家保護費等犯罪活動。

## 原意
「河溝頭」一詞原意指的是淡水河位於艋舺地區匯流形成的支流河道，位於現今台北市萬華區忠孝西路西端的河道起點處的臨近地區便泛稱為河溝頭。淡水河支流亦形成河道流往台北市區，早在清治時期設有碼頭，河運貨物從淡水河進到台北城便會經過此地，當代居民也常利用舢舨船往來艋舺與大稻埕兩地，在現今台北市大同區忠孝西路以北的淡水河岸亦被稱為「河溝頭街」。
河溝頭早期亦為地方聚落舊名，當地聚落細分為河溝頭（今西寧市場一帶）、竹巷尾庄（今峨眉街、漢口街、康定路一帶）、雞母厝（福星里一帶）等小聚落所組成。比對現今地理位置北起至西寧市場、東至中華路一段、西至康定路、南迄至成都路等區域，行政區劃隸屬於萬華區（早年屬於城中區）。該地信仰中心為台北晉德宮，亦是當地的「大公廟」。
日治時期由於河道淤積，已失去原本河運功能，然而河溝頭一帶緊鄰著艋舺北邊與大稻埕南邊的交接處，因此逐漸聚集人潮與商賣在此交易形成市集而繁榮，來自各地的工人階級便在當地討生活，也因應而生形成黑幫團體。之後因舊中央市場拆除，多數居民遷移至竹巷尾（將軍廟一帶），新勢力逐漸在此擴展開來，現代才演變出河溝頭為「後西門町將軍廟」此一區域之代表性地名。
現今隨著時代變遷，當地已不復河溝頭當年景象，並且在現代大眾媒體報導河溝頭黑幫的渲染之下，河溝頭一詞便逐漸變成了當地黑幫團體的統稱。

## 略歷

### 創立背景
河溝頭一帶在日治時期是艋舺地區最大的水果集散地，1922年日本政府在當地成立「中央卸賣市場」聚集各地商賣在當地交易形成市集，並因該地段為連接大稻埕與艋舺之間的河畔要道，除了聚集人潮也吸引各路幫派份子混跡在該地區。近代曾任第一屆台北市議員並被稱為「艋舺阿哥」的「蚊哥」許海清便是於日治時期即混跡在當地出身而知名。
現今具黑幫色彩的河溝頭角頭，是於1965年10月間，由綽號「四郎」的姚賜男等十餘人組成的「黑虎黨」為該地段最早的幫派團體，成員多是16歲至20歲之間的青少年組成，主要混跡於中央市場，並對當地攤商強索保護費、暴力恐嚇、強佔地盤、賭博、殺人等犯罪活動為生。1969年12月間，再以綽號「四郎」姚賜男、「阿塗」謝文塗、「鵠仔」陳進益、張吉雄、卓文華等當地首惡份子，以「河溝頭」為名聚合成立為新的角頭團體，成員對外便自稱為混跡河溝頭而得名，媒體稱之為「河溝頭幫」。
1970年代間，河溝頭幫與同地緣關係的「將軍廟口」、「萬國口」等角頭齊名，並在中央市場成立挑挽工會及汽車貨運裝卸工會，以暴力手段強行替當地商民搬運貨物收取高額費用，夜間休市時間也佔據該地開設骰子、天九牌等賭場為主要活動。河溝頭與萬國口兩幫在當代便因多起暴力恐嚇及兇殺事件影響治安甚鉅，遭到警方查緝掃蕩並將相關成員移送外島管訓。隨著中央市場於1974年關閉並往南遷移，河溝頭與萬國口便再為爭奪西門町地盤時常發生衝突，最終雙方以昆明街為界，東邊歸萬國口，西邊歸河溝頭，雙方井水不犯河水劃分地盤。
1980年代，當代的西門町逐漸沒落，商圈往台北東區發展，加上「一清專案」等後續一連串的全國大掃黑，政府當局對於黑幫勢力的嚴厲打壓，也使得河溝頭幫的角頭勢力受到影響而逐漸式微。當代即被視為河溝頭精神領袖的「蚊哥」許海清，也在1986年一清專案期間宣佈退出江湖，也使得河溝頭幫趨向低調多年。

### 近年發展
2005年4月，出身於河溝頭有「黑道仲裁者」之稱的「蚊哥」許海清逝世，同年5月台灣各地黑幫為其舉辦世紀喪禮，參與人數高達5千人引起媒體及社會大眾關注。河溝頭幫也以「河溝頭企業」名義率眾出席哀悼，使得原本趨向低調的河溝頭幫再次浮上檯面引起媒體關注。
2006年5月，河溝頭幫中生代角頭「阿亮」徐鳴崗與同是來自萬華區的堀江町角頭「瓜子」蔡岱延在台北市大安區忠孝東路「鴻福酒店」爆發糾紛，並各自召集竹聯幫、天道盟等份子加入戰局，衝突一觸即發。雙方的衝突事件越演越烈，河溝頭幫甚至欲跨海尋求關係良好的日本暴力團「住吉會」支援，使得警方不敢大意全力監控壓制及掃蕩兩幫人馬。媒體亦披露報導現今河溝頭幫則以「四郎」姚賜男為主事角頭。
2015年7月，警方破獲掃蕩以「阿亮」徐鳴崗為首的河溝頭幫，近年來重新崛起發展，並趁著萬國幫式微時積極擴張勢力。警方指出該勢力在萬華區峨眉街成立「河信開發工程」以暴力恐嚇的手段介入台北市、新北市的工程圍標收取保護費，並且以萬華區康定路艋舺晉德宮為主要據點，盤據在西門町一帶經營酒店等行業，不法獲利高達上億元。

## 知名成員
- 「四郎」姚賜男 -早年以「西門之虎」的名號聚集青少年組成「黑虎黨」橫行於西門町與舊中央市場[8]。1969年再與同地緣關係的幫派份子聚合形成現今的河溝頭角頭，並犯下多起暴力犯罪事件而知名。媒體報導現為河溝頭主事角頭。
- 「阿塗」謝文塗 -河溝頭創始角頭之一，早年曾因殺人、強姦、傷害等犯罪前科累累而遭到移送外島管訓而知名[12]。
- 「阿亮」徐鳴崗 -中生代要角，近年以河溝頭崛起並發生多起暴力事件多次躍上媒體而廣為人知，被視為現今河溝頭角頭的主事核心之一。

## 參閲
- 艋舺
- 艋舺角頭
- 臺灣黑幫